# Нові Двори-Кланецькі
46°02′ пн. ш. 15°44′ сх. д. / 46.03° пн. ш. 15.73° сх. д.
Нові Двори-Кланецькі (хорв. Novi Dvori Klanječki) — населений пункт у Хорватії, у Крапинсько-Загорській жупанії у складі міста Кланєць.

## Населення
Населення за даними перепису 2011 року становило 241 осіб.
Динаміка чисельності населення поселення:

## Клімат
Середня річна температура становить 9,99 °C, середня максимальна – 24,05 °C, а середня мінімальна – -6,36 °C. Середня річна кількість опадів – 1041 мм.
| Клімат поселення                              | Клімат поселення | Клімат поселення | Клімат поселення | Клімат поселення | Клімат поселення | Клімат поселення | Клімат поселення | Клімат поселення | Клімат поселення | Клімат поселення | Клімат поселення | Клімат поселення | Клімат поселення |
| Показник                                      | Січ.             | Лют.             | Бер.             | Квіт.            | Трав.            | Черв.            | Лип.             | Серп.            | Вер.             | Жовт.            | Лист.            | Груд.            |                  |
| Середній максимум, °C                         | 5,66             | 7,68             | 11,86            | 16,24            | 21,06            | 24,05            | 23,42            | 22,95            | 19,00            | 13,91            | 8,17             | 4,31             |                  |
| Середня температура, °C                       | −0,34            | 1,68             | 5,86             | 10,24            | 15,08            | 18,02            | 19,69            | 19,22            | 15,26            | 10,18            | 4,44             | 0,58             |                  |
| Середній мінімум, °C                          | −6,36            | −4,32            | −0,16            | 4,23             | 9,05             | 12,02            | 15,96            | 15,50            | 11,52            | 6,44             | 0,70             | −3,16            |                  |
| Норма опадів, мм                              | 51               | 53               | 72               | 73               | 90               | 123              | 98               | 98               | 106              | 101              | 102              | 74               |                  |
| Середньомісячна швидкість вітру, м/с          | 1.60             | 1.80             | 2.20             | 2.11             | 2.00             | 1.80             | 1.75             | 1.60             | 1.53             | 1.60             | 1.70             | 1.66             |                  |
| Середньомісячна сонячна радіація, кДж/м²·день | 4072             | 6807             | 10389            | 14813            | 18753            | 20627            | 21308            | 18687            | 13739            | 8530             | 4460             | 3194             |                  |
| --------------------------------------------- | ---------------- | ---------------- | ---------------- | ---------------- | ---------------- | ---------------- | ---------------- | ---------------- | ---------------- | ---------------- | ---------------- | ---------------- | ---------------- |
| Джерело:                                      |                  |                  |                  |                  |                  |                  |                  |                  |                  |                  |                  |                  |                  |